# Aneuradesha harleyi
Aneuradesha harleyi är en stekelart som beskrevs av Donald L.J. Quicke 2000. Aneuradesha harleyi ingår i släktet Aneuradesha och familjen bracksteklar. Inga underarter finns listade i Catalogue of Life.